# Massacro di Tantura

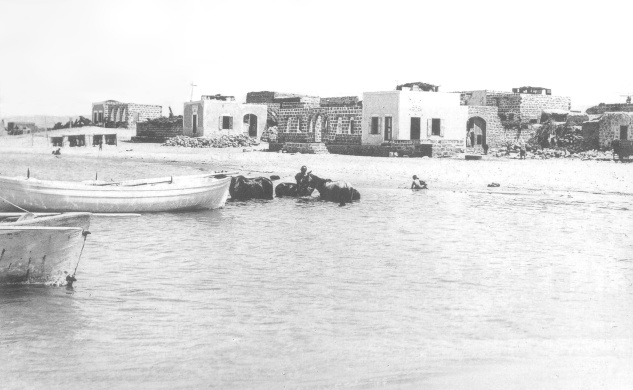
Il villaggio palestinese di Tantura a metà degli anni trenta, in epoca mandataria

Il massacro di Tantūra si riferisce a un episodio bellico svoltosi nel corso della guerra arabo-israeliana del 1948. Su di esso si sono avute virulente polemiche, che hanno visto come principale accusato lo storico israeliano Ilan Pappé, considerato uno fra i più autorevoli Nuovi Storici.

## Lostatus quaestionis

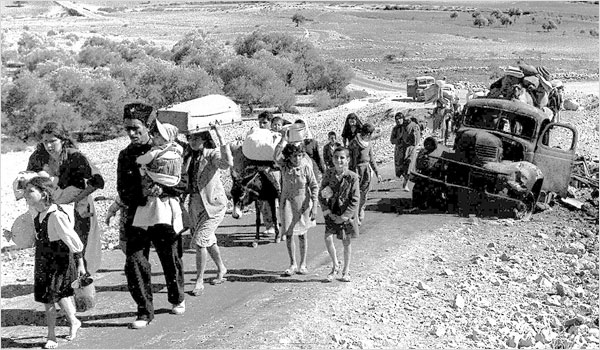
L'esodo forzato dei Palestinesi.
Copertina del libro The Birth of the Palestinian Refugee Problem di Benny Morris

Il villaggio di al-Ṭanṭūra (in arabo الطنطورة‎?, lett. Il picco), nell'attuale distretto israeliano di Haifa, fu conquistato dal 33º battaglione della Brigata Alexandroni dell'Haganah il 21 maggio del 1948, come d'altronde la maggior parte del litorale, all'inizio della guerra arabo-israeliana del 1948. Nel corso della conquista, le forze ebraiche si ipotizza abbiano massacrato da 70 a 250 civili inermi, essenzialmente giovani, che erano stati presi prigionieri di guerra.
La totalità degli abitanti arabi del villaggio (1.490 persone) fu espulsa o fuggì. La maggioranza dei rifugiati trovarono rifugio nell'interno della zona o nella vicina cittadina di Fureydis.
Nel 2000, uno studioso israeliano di 55 anni, Teddy Katz, concluse la sua tesi universitaria parlando di 200-250 vittime palestinesi, pur senza usare il termine "massacro". La sua tesi è stata ripresa dallo storico Ilan Pappé, incontrando vivace reazione da parte degli ambienti accademici israeliani, non solo per il risultato finale esposto dalla tesi (un massacro ingiustificabile da parte israeliana di inermi prigionieri palestinesi).
Nel corso d'un processo intentato da alcuni veterani della Brigata Alexandroni, imputata della strage, che si ritenevano diffamati dall'accusa di un crimine tanto orrendo, risultarono non correttamente trascritte 6 fra le 230 testimonianze raccolte e registrate da Katz.

## Il villaggio di al-Tantūra
Al-Tantūra aveva due scuole elementari, una maschile (1889) e una femminile (1937-38). L'economia del villaggio era prevalentemente legata alle attività dell'agricoltura e della pesca. Durante il mandato britannico della Palestina, la pesca aveva conosciuto una crescita assai marcata tanto che, dalle 6 tonnellate del 1928, si era giunti alle 1.622 tonnellate del 1944. I principali prodotti dell'agricoltura erano il grano, la frutta e gli ortaggi. Nel 1944/45 un totale di 26 dunum era destinato al limone ed alle banane e 6.593 dunum erano dedicati alla produzione cerealicola; 287 dunum erano irrigati o usati come orti e 270 di essi erano costituiti da ulivi.

## L'espulsione dei residenti di al-Tantūra nel 1948
Nel 1948 al-Tantūra era all'interno dell'area destinata dalle Nazioni Unite, nel suo Piano di spartizione, allo Stato ebraico. Il villaggio giaceva ai piedi di una collina calcarea, che s'affaccia sulla linea di costa caratterizzata da due piccole baie. L'acqua era fornita da un pozzo nella parte orientale del villaggio. La porta d'ingresso al villaggio era situata nella parte sud-orientale di al-Tantūra. Rovine bizantine si trovano sulla costa, a nord, con la collina di Umm Rashīd a sud. Il villaggio era abitato da un certo numero di Palestinesi impiegati nell'amministrazione, come poliziotti, addetti alle dogane od impiegati della corte di giustizia di Haifa. Una strada asfaltata univa al-Tantūra all'autostrada per Haifa. Il villaggio era uno dei più sviluppati della regione. Alcuni residenti di al-Tantūra avevano preso parte alla Grande rivolta araba e tre di loro erano stati uccisi in uno scontro coi britannici nei pressi del villaggio. All'inizio della guerra arabo-israeliana del 1948, le famiglie più abbienti s'erano rifugiate ad Haifa, considerata più sicura. Approssimativamente 1.200 persone rimasero nel villaggio, continuando a curare i campi, gli orti ed ad impegnarsi nelle attività mercantili legate alla pesca.

### Le decisioni del Comando ebraico
Il Comando ebraico prese la decisione il 9 maggio 1948 di "espellere o assoggettare" gli abitanti dei villaggi di Kafr Saba, al-Tira, Qaqun, Qalansuwa e Ṭanṭūra. L'11 maggio 1948, Ben Gurion convocò una riunione che Ilan Pappé definisce come consultiva. La decisione presa nell'incontro fu confermata in una lettera ai comandanti delle brigate dell'Haganah, in cui si diceva che l'offensiva della Legione araba non avrebbe dovuto far stornare le loro truppe dai loro compiti principali, dei quali, secondo un passaggio del diario di Ben-Gurion
 "la pulizia della Palestina rimane l'obiettivo primario del Piano Dalet"
Secondo 'Tiroshi' (Eitan), i residenti di Ṭanṭūra erano pronti ad arrendersi ai primi di maggio ma non a consegnare le loro armi. Uno specialista di affari arabi dell'Intelligence ebraica, chiese se l'Haganah fosse stata realmente interessata a una resa di Ṭanṭūra. La Brigata Alexandroni scatenò il suo attacco su Ṭanṭūra sfruttando l'oscurità, senza offrire preventivamente la sospensione dell'attacco in cambio d'una resa.

### Operazione Namal
I britannici controllavano l'area portuale di Haifa dal 23 aprile 1948. Il resto della città cadde nelle mani della Brigata Carmeli dell'Haganah, comandata da Moshe Carmel nell'operazione Misparaym. Dopo la caduta di Haifa, alcuni dei villaggi alle pendici del Monte Carmelo furono coinvolti negli attacchi portati al traffico ebraico sulla strada principale che portava ad Haifa. Conseguentemente l'attenzione dei comandanti della Brigata Alexandroni si concentrò sulla necessità di ridurre la sacca di resistenza araba del Monte Carmelo. Ṭanṭūra fu scelta come punto di partenza per l'"operazione di pulizia costiera" che fu affidata a questa forza dell'Haganah. L'operazione, il cui nome in codice fu Namal, partì nella nottata fra il 22 ed il 23 maggio. Quella notte Ṭanṭūra fu attaccata e occupata dal 33º battaglione della Brigata Alexandroni.
L'attacco notturno si scatenò col pesante impiego di mitragliatrici, cui seguì un assalto condotto da fanteria leggera da ogni lato, con un'unità navale israeliana che bloccava qualsiasi possibilità di fuga verso il mare e alle 08:00 di mattina del 23 maggio la battaglia era terminata. Il villaggio offrì scarsa resistenza.
Un rapporto non firmato dell'Haganah, a nome del vice dell'ufficiale comandante della compagnia 'A' parla di decine di abitanti del villaggio uccisi e di 500 prigionieri (300 maschi adulti e 200 fra donne e bambini).

### Esito
Molti degli abitanti dei villaggi fuggirono nelle vicine cittadine di Furaydis e nel territorio controllato dalla Lega Araba nella regione del cosiddetto "Triangolo", vicino a quella che sarebbe diventata la Linea Verde. Donne furono prese prigioniere a Furaydis. Il 31 maggio 1948, Bechor Shitrit, il ministro degli Affari delle Minoranze del governo provvisorio d'Israele, chiese l'autorizzazione per espellere da Tantūra e da Fureydis le donne precedentemente prese prigioniere, a causa dell'affollamento, delle carenze sanitarie e del rischio che informazioni filtrassero verso altri villaggi ancora non conquistati dalle forze israeliane.
Un ufficiale di servizio di Zikhron Ya'aqov, Ya'akov Epstein, che aveva presentato rapporto dopo aver visitato Tantūra a pochissima distanza di tempo dall'operazione, affermò di aver visto corpi nei sobborghi (del villaggio), nelle strade, nei vicoli, nelle case del villaggio, ma non disse nulla circa "un massacro". Nel 1998 Yihiya Yihiya pubblicò un libro su al-Tantūra, in cui rivelava i nomi di 52 morti.
L'occupazione del villaggio fu seguita da saccheggi. Alcuni fra gli oggetti recuperati dall'Haganah includevano "un tappeto, un grammofono ... una cesta di cetrioli ... una pecora". L'area divenne esposta anche a rischio sanitario, dato il numero di cadaveri di uomini e animali.
La pretesa strage, in base alle contestate testimonianze di Katz, si svolse in due fasi. Una prima sarebbe scattata come rappresaglia per l'uccisione o il ferimento, ad opera di 1 o 2 cecchini palestinesi, di 1, 2 o 8 soldati ebraici (uno di questi particolarmente popolare fra i suoi commilitoni). Questa rappresaglia avrebbe condotto alla morte di un centinaio di abitanti del villaggio.

La seconda fase invece sarebbe avvenuta premeditatamente e sarebbe stata condotta da uomini dell'intelligence militare e da personale appartenente alle unità logistiche, molti dei quali sarebbero vissuti nelle vicine località di Atlit, Binyamina, Maayan Zvi e Zikhron Ya'aqov. Tali unità avrebbero 
(Ilan Pappé, "The Tantura Case in Israel: the Katz Research and Trial", in: Journal of Palestine Studies, XXX, no 32 (Spring 2001), pp. 19-39 (a p. 23.)
Prigionieri di guerra di sesso maschile furono separati dalle donne e dai fanciulli d'età fino ai 12-13 anni, e posti sotto sorveglianza sulla spiaggia, prima di essere trasferiti nella stazione di polizia di Zikhron Ya'aqov e obbligati a lavorare in appositi battaglioni.
Spuntando una lista di nominativi, l'intelligence e i servizi logistici avrebbero formato gruppi di 6-7 uomini, fino a 10 e più, che sarebbero poi stati ricondotti nel villaggio, nei frutteti o in una località nei pressi della moschea del villaggio. Qui sarebbero stati fatti sedere o sarebbero stati lasciati in piedi contro un muro e sarebbero stati uccisi con un colpo di arma da fuoco alla nuca.
Nel 1964 le forze armate israeliane misero in circolazione una storia ufficiale intitolata "La Brigata Alexandroni nella Guerra d'indipendenza" in cui 11 pagine erano dedicate ad al-Tantūra. In essa non si faceva alcuna menzione di espulsioni. Tuttavia, a partire dal 2004, i veterani della Alexandroni riconobbero la realtà di espulsioni forzose.

## Nahsholim e Dor
Il Kibbutz Nahsholim e il moshav Dor furono edificati sui terreni che avevano costituito la periferia di al-Tantūra.
Dal momento che il villaggio sorgeva sull'antico tell (collina) di Dora, il comitato dei nomi del Fondo Nazionale Ebraico recuperò il nome ebraico di Dor. I coloni del moshav inizialmente si insediarono nelle abitazioni abbandonate dagli arabi palestinesi ma il viverci si rivelò presto denso di problemi. Il moshav si spostò fuori da al-Tantūra e il vecchio villaggio arabo fu raso a terra dai bulldozer. Il nuovo moshav Dor nei pressi di al-Tantūra fu molto più confortevole. Gli antichi abitanti arabi di al-Tantūra affermarono che le lame dei bulldozer, quando tentarono di abbattere la tomba del santo locale, lo sceicco al-Majrami, si spezzarono.
I residenti israeliani di Nahsholim e Dor si sono opposti all'indagine e all'eventualità dell'indagine del sito dove qualcuno - tra cui Katz - sospetta possa trovarsi una fossa comune.

## Controversia sul massacro
Il giornalista israeliano Amir Gilat portò all'attenzione del pubblico il tema di un presunto massacro con un articolo - basato sulla tesi di laurea di terzo livello (equivalente al dottorato di ricerca o al PhD) di Theodore (Teddy) Katz presentata all'Università di Haifa - intitolata: L'esodo di Arabi dai villaggi alle pendici del Monte Carmelo. In esso compariva un'intervista rilasciata dallo stesso Amir Gilat. Katz, uno studente anziano israeliano di 55 anni, affermava sulla scorta delle sue 40 interviste (20 di palestinesi scampati e 20 di soldati israeliani che avevano partecipato all'azione di conquista del villaggio) che le forze israeliane avevano ucciso 240 civili arabi del villaggio di al-Tantūra durante quella che gli israeliani chiamano "guerra d'indipendenza" del 1948. Katz personalmente non usava la parola "massacro", sebbene altri studiosi si affrettassero a usare quest'espressione. I veterani della Brigata Alexandroni protestarono quasi immediatamente e Amir Gilat scrisse un ulteriore articolo in cui tutti i veterani della Alexandroni negavano che un massacro si fosse verificato. Tuttavia il professor Kasher non esitò ad accusare i veterani della Alexandroni di "crimini di guerra".
La questione era obiettivamente resa complicata dal fatto che del presunto massacro non parlavano né Walid Khalidi nel suo ampio lavoro All That Remains: The Palestinian Villages Occupied and Depopulated by Israel in 1948, né la pressoché esaustiva Palestinian Encylopedia. 
Secondo Meyrav Wurmser, le rivelazioni di Katz erano interamente basate su testimonianze orali, 14 delle quali falsificate (Benny Morris usa il termine "non accurate"). Pappé riduce a 6 soltanto le testimonianze inesatte o colpevolmente interpolate. La presentazione dei fatti da parte di Katz fu contestata da storici israeliani quali Benny Morris e da Yoav Gelber come pure dai veterani della Brigata Alexandroni.
Katz fu denunciato per diffamazione e gli fu chiesto un indennizzo superiore a 1 milione di sicli. Dopo due giorni di controlli incrociati da parte della corte, Katz firmò una dichiarazione in cui affermava:
"Dopo aver controllato e ricontrollato i fatti mi è ora chiaro, al di là di ogni dubbio, che non vi sono basi per l'accusa che la Brigata Alexandroni, od ogni altra unità combattente delle forze ebraiche, abbia perpetrato l'omicidio di persone a Tantura dopo che il villaggio si era arreso".
Anche un certo numero di testimoni palestinesi ritrattò quanto dichiarato a suo tempo a Katz, giungendo a perseguire essi stessi chi li aveva a suo tempo intervistati, a dispetto delle loro primitive testimonianze, di cui esisteva precisa registrazione su nastro magnetico. Si rifiutarono però di testimoniare la loro ritrattazione di persona, presentando affidavit che li esoneravano dalla presenza in aula.

Nelle more degli avvenimenti narrati, l'Università di Haifa sospese la discussione di laurea di Katz, che fu invitato a rivedere la sua tesi. Katz accondiscese ma, abbastanza sorprendentemente, non modificò sostanzialmente l'apparato accusatorio. La tesi fu inviata a 5 esaminatori esterni, la cui maggioranza (3 contro 2) non riuscì a trovare un'intesa comune per un giudizio positivo dell'elaborato. L'elaborato di Katz fu conseguentemente giudicato una "non-ricerca". Il mentore di Katz, Ilan Pappé, nell'accusare senza mezzi termini l'Università di "codardia morale", rivelò che solo 2 fra le varie centinaia di colleghi dell'ateneo gli avevano espresso la propria solidarietà, condividendo le gravissime accuse di strage elevate alla dirigenza israeliana dell'epoca per quanto sarebbe accaduto ad al-Tantūra. Pappé continuò a garantire la sua assistenza a Katz e alla sua tesi. Tom Segev, Me'ir Pa'il, Ilan Pappé e Benny Morris riconoscono che vi possa essere del vero in quanto Katz ha descritto. In particolare, Zalman Amit, membro fondatore dell'Alliance of Concerned Jews of Canada e Professor Emeritus in Psicologia nella Concordia University, in un'intervista al the Jerusalem Report, scrisse che mentre Morris non era sicuro se ciò che era successo ad al-Tantūra era stato un massacro, egli invece era sicuro che le atrocità, gli stupri e le uccisioni erano state perpetrate dalle truppe ebraiche ad al-Tantūra.
Morris disse che le testimonianze rese molto tempo dopo gli eventi non potevano sostituire l'evidenza documentaria. Tuttavia le interviste fatte da Katz a 20 israeliani ed a 20 palestinesi (alcuni dei quali avevano tra i 5 e i 7 anni nel 1948) hanno convinto alcuni studiosi che il resoconto ufficiale israeliano della faccenda fosse quanto meno dubbio ed assai problematico, anche se Benny Morris non ha registrato nei suoi lavori alcuna dichiarazione riguardante stupri di donne nel villaggio e alcun indizio che gli uomini della Alexandroni avessero giustiziato prigionieri di guerra. Anche il fatto che vi fossero stati saccheggi si basa su un rapporto in cui il comandante usava la parola "khabalah" (vandalismo/sabotaggio), dando modo a Morris di chiedersi se ciò possa essere stato un'eufemistica allusione di un massacro.
Durante il processo nel dicembre del 2000, emerse che le accuse di Katz sarebbero derivate da una dichiarazione resagli da Abu Fahmi, uno dei testimoni, ma che la frase "le forze armate [israeliane] hanno circondato gli abitanti del villaggio, li hanno messi contro un muro ed hanno aperto contro di loro il fuoco", era inesatta. La Corte ordinò a Katz di consegnare i nastri della registrazione delle sue interviste ma nessun riferimento a ciò fu in essi trovato. Al contrario, Abu Fahmi ripetutamente affermò che "noi non abbiamo visto uccisioni da parte loro (gli israeliani) dopo che alzammo le mani". Un vecchio abitante del villaggio, Mahmud al-Yihiya Yihiya, nell'agosto 1998 pubblicò un libro intitolato Al Tantura, in cui la battaglia viene descritta e vengono citati i nomi di 52 caduti fra gli abitanti del villaggio ma non descrive alcun massacro.
Le proposte nel 2004 di riesumare i corpi da un sito indicato come potenziale fossa comune non si sono mai potute concretizzare, dal momento che gli abitanti di Nahsholim e Dor si sono opposti alla riesumazione: a favore della quale si sono invece espressi Katz, i rifugiati palestinesi di al-Tantūra e gli stessi veterani della Brigata Alexandroni. I veterani della Alexandroni affermano che la fossa contiene i corpi di 70-75 persone, mentre Katz crede che vi siano 200-260 corpi, che giacciono sotto il parcheggio delle autovetture.